# Raimund von Rehling

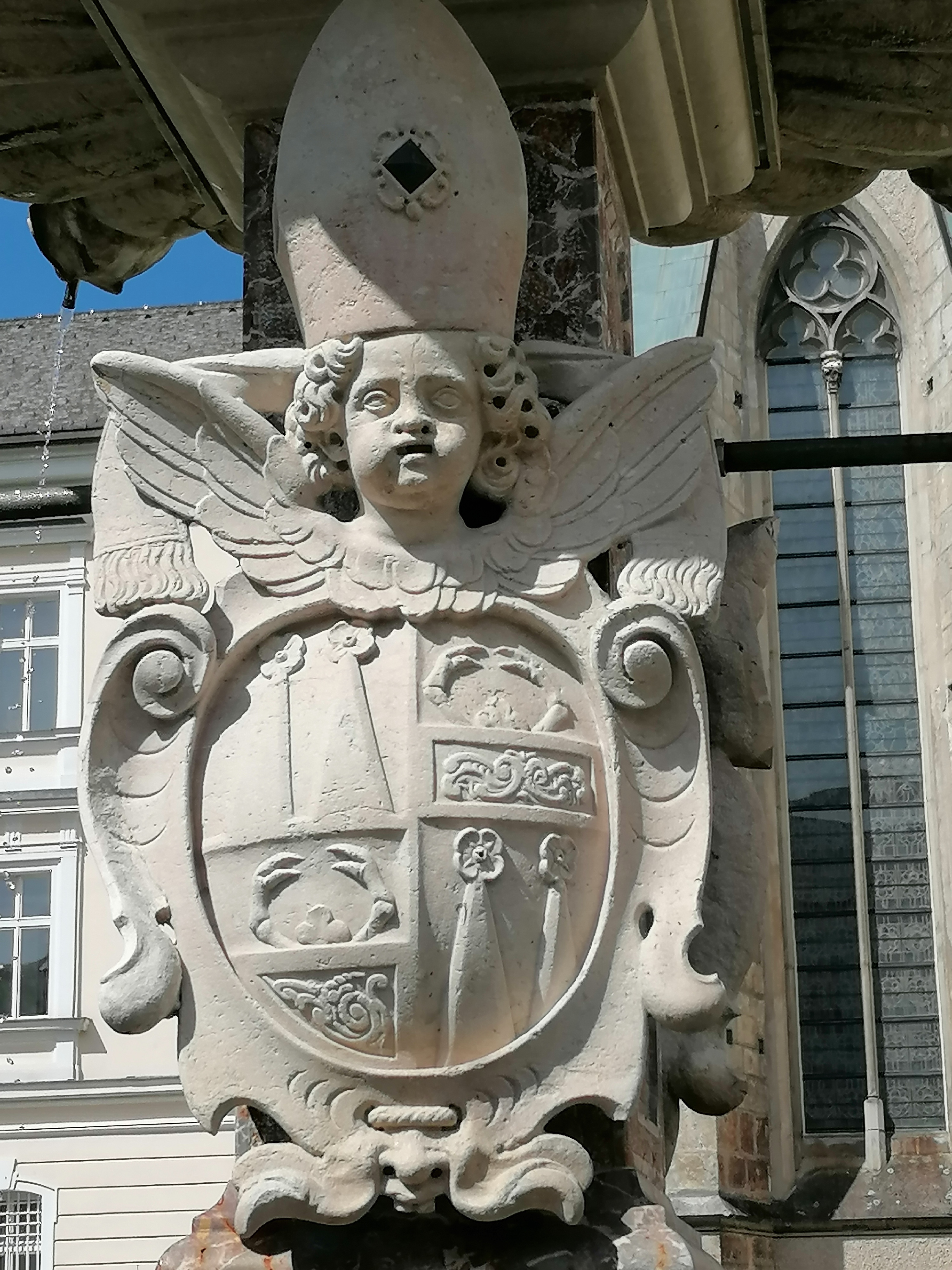
Wappen des Abtes Raimund von Rehling am Admonter Neptunbrunnen

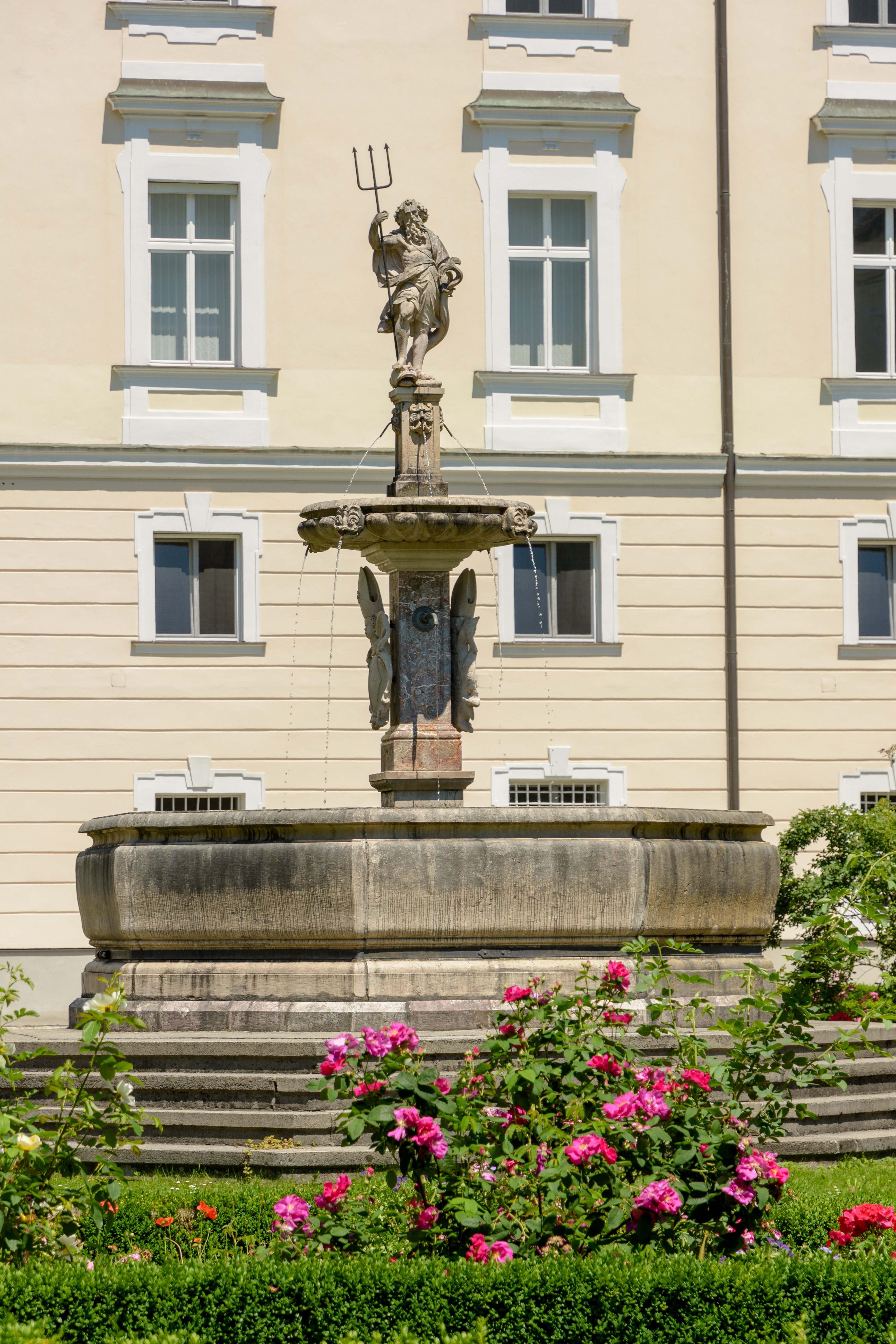
Neptunbrunnen

Raimund Freiherr von Rehling, OSB (* 8. Juni 1617 in Salzburg; † 15. Juli 1675 in Admont), war ein salzburgischer römisch-katholischer Geistlicher und von 1659 bis 1675 Abt der Benediktinerabtei St. Blasius zu Admont.

## Leben und Wirken
Raimund von Rehling entstammte einem alten bairisch-salzburgischen Adelsgeschlecht Rehlingen und war der Sohn des Salzburger Hofrats Friedrich Freiherr von Rehling zu Goldenstein, Radegg und Mülheim und Maria von Haunsberg. Sein Bruder Sebastian war Mönch im Kloster Tegernsee, drei seiner Schwestern traten in Nonnenklöster ein.
Seit 1633 Mitglied des Stifts Admont hatte Raimund von Rehling von 1644 bis 1646 Philosophie und anschließend bis 1651 Moraltheologie an der Benediktineruniversität Salzburg gelehrt, bevor er zum Prior und 1659 zum Abt in Admont gewählt und im darauffolgenden Jahr zum Kaiserlichen Rat ernannt wurde. Aus diesem Anlass gab der Abt einen Empfang auf Schloss St. Martin für Kaiser Leopold I., den Passauer Bischof Erzherzog Leopold Wilhelm von Österreich, den päpstlichen Nuntius sowie die spanischen und venezianischen Gesandten, der dem Stift 3000 Gulden kostete. Sein ausgeprägter Repräsentationsstil traf im Stift selbst auf wenig Verständnis, so dass 1664 gefordert wurde, daß die bishero gepflegte gar zu große Hoffhaltung werde eingezogen. Als seinen Leibarzt berief Abt Raimund den renommierten Mediziner Adam von Lebenwaldt.
Ein Ziel seiner Amtszeit war die wirtschaftliche Konsolidierung des Stifts durch die 1663 erfolgte Verleihung von Grubenrechten für den Kupferkiesabbau, die aber auch wieder Investitionen in großer Höhe bedingten. Zur Deckung der Ausgaben wurde 1668 die niederbayrische Propstei Elsendorf an das Frauenkloster Hohenwart verkauft. 1669 wurde ihm die Visitation von Stift Rottenmann übertragen, im gleichen Jahr erfolgte die Gründung eines Franziskanerklosters in Mautern durch Karl Gottfried Graf von Breuner, 1671 der Bau der dortigen Lorettokapelle. Unter ihm erfolgte auch die Schenkung von Schloss Grafenegg an den stiftischen Pfleger der Burg Strechau, Wenzeslaus Stanislaus von Hiernigg.
Unter Raimund von Rehling wurden Bau und Ausstattung der Admonter Stiftskirche fortgesetzt. 1661 erfolgten die Errichtung eines mit Fresken geschmückten „Rondells im Klostergarten“ und die Aufstellung eines Marmorbrunnens im Prälaturhof. Für die neuerrichtete Filialkirche Ardning und die Pfarrkirche Johnsbach stiftete er 1661 bzw. 1666 einen neuen Hochaltar.
Im Auftrag von Raimund von Rehling schuf der Admonter Seidensticker Benno Haan den mit zahlreichen Heiligen-, Tier- und Pflanzendarstellungen reich dekorierten barocken Pfingstornat.
Das Wappen Abt Raimunds zeigt im gevierteten Schild von Rosen gekrönte silberne Spitzen im blauen Feld und ein golden-schwarz geteiltes Feld mit Kopf und Vorderbeinen eines Hirschkäfers.